# Аппель, Исаак
Исаак Аппель (пол. Izaak Appel; 1905 — 1941) — польский шахматист еврейского происхождения.

## Биография
Шестикратный чемпион Лодзи (1930—1934 и 1937 гг.).
Участник трех чемпионатов Польши (1926, 1935 и 1937 гг.). В 1937 г. стал бронзовым призером соревнования (занявший 2-е место Г. Штальберг, а также разделившие с Аппелем 4—6 места В. Пирц и Э. Штейнер выступали в турнире вне конкурса).
В составе сборной Лодзи двукратный серебряный призер командных чемпионатов Польши (1929 и 1934 гг.).
В составе сборной Польши участник двух шахматных олимпиад (1933 и 1937 гг.). В 1933 г. сборная разделила 3—5 места и по дополнительным показателям уступила бронзовую медаль команде Швеции, в 1937 г. на основании дополнительных показателей обошла в борьбе за бронзу команду Аргентины.
В 1939 г. участвовал в отборе в сборную Польши для участия в шахматной олимпиаде, но проиграл решающую партию М. Найдорфу, вследствие чего место в сборную попал занявший более высокое место в этом соревновании Т. Регедзиньский.
Участник двух сильных по составу международных турниров в Лодзи (1935 и 1938 гг.).
Победитель рождественского турнира польских шахматистов в Лодзи (1936 г.; 1—3 места с П. Фридманом и Э. Герстенфельдом).
После начала Второй мировой войны сумел перебраться во Львов, оказавшийся на территории СССР. В 1940 г. со средним результатом выступил в чемпионате Украинской ССР.
После нападения Германии на СССР пропал без вести.

## Вклад в теорию дебютов
Аппель предложил важное усиление игры белых в одной из основных систем английского начала. После ходов 1. c4 e5 2. Кc3 Кf6 3. Кf3 Кc6 4. d4 ed 5. К:d4 Сb4 6. Сg5 h6 7. Сh4 С:c3+ 8. bc Кe5 белые обычно играли 9. e3, но в варианте 9... Кg6 10. Сg3 Кe4 11. Фc2 К:g3 12. hg черные нашли, что вместо обычного 12... d6, что после 13. f4! дало белым перевес в партии Ботвинник — Левенфиш (12-й чемпионат СССР, Москва, 1940 г.), им следует сначала сыграть 12... Фe7 с примерно равной позицией. Аппель рекомендовал ход 9. f4!, что, как показала партия Толуш — Фурман (16-й чемпионат СССР, Москва, 1948 г.) действительно дает белым лучшую игру. Ботвинник позже согласился с мнением Аппеля (без упоминания автора) и указал, что после 9... К:c4 10. e4 Кe3 11. Фe2 К:f1 12. e5 0—0 13. Кf5 или 9... Кg6 10. С:f6 С:f6 11. g3 0—0 12. Сg2 у белых перевес. В связи с находкой Аппеля черные вместо 8... Кe5 стали играть 8... d6 или 8... 0—0, получая в обоих случаях сложную позицию с взаимными шансами. Интересно, что только А. К. Толуш в примечаниях к упомянутой партии с С. А. Фурманом называет Аппеля автором хода 9. f4.

## Спортивные результаты
| Год  | Город          | Соревнование                                          | +  | − | = | Результат | Место         |
| ---- | -------------- | ----------------------------------------------------- | -- | - | - | --------- | ------------- |
| 1926 | Варшава        | 1-й чемпионат Польши                                  | 4  | 7 | 6 | 7 из 17   | 12            |
| 1929 | Крулевска-Хута | Командный чемпионат Польши (сборная Лодзи, 4-я доска) |    |   |   |           | Команда — 2-я |
| 1930 | Лодзь          | Чемпионат Лодзи                                       |    |   |   |           | 1             |
| 1931 | Лодзь          | Чемпионат Лодзи                                       |    |   |   |           | 1             |
| 1932 | Лодзь          | Чемпионат Лодзи                                       |    |   |   |           | 1             |
| 1933 | Фолкстон       | 5-я Олимпиада (сборная Польши, 4-я доска)             | 4  | 2 | 4 | 6 из 10   |               |
|      | Лодзь          | Чемпионат Лодзи                                       |    |   |   |           | 1             |
| 1934 | Лодзь          | Чемпионат Лодзи                                       |    |   |   |           | 1             |
|      | Катовице       | Командный чемпионат Польши (сборная Лодзи, 1-я доска) |    |   |   |           | Команда — 2-я |
| 1935 | Варшава        | 3-й чемпионат Польши                                  | 5  | 6 | 5 | 7½ из 16  | 10—11         |
|      | Лодзь          | Международный турнир                                  | 0  | 3 | 6 | 3 из 9    | 8—9           |
| 1936 | Лодзь          | Рождественский турнир                                 |    |   |   | 5 из 7    | 1—3           |
| 1937 | Лодзь          | Чемпионат Лодзи                                       |    |   |   |           | 1             |
|      | Юрата          | 4-й чемпионат Польши                                  | 10 | 3 | 8 | 14 из 21  | 4—6           |
|      | Стокгольм      | 7-я Олимпиада (сборная Польши, 4-я доска)             | 7  | 3 | 4 | 9 из 14   | Команда —     |
| 1938 | Лодзь          | Международный турнир                                  | 4  | 4 | 7 | 7½ из 15  | 8—9           |
| 1939 |                | Отборочный турнир в национальную сборную              |    |   |   |           | 3             |
| 1940 | Киев           | 12-й чемпионат Украинской ССР                         | 5  | 6 | 6 | 8 из 17   | 11            |